# San Juan, Huazalingo
San Juan är en ort i Mexiko.   Den ligger i kommunen Huazalingo och delstaten Hidalgo, i den sydöstra delen av landet, 180 km norr om huvudstaden Mexico City. San Juan ligger 886 meter över havet och antalet invånare är 454.
Terrängen runt San Juan är huvudsakligen kuperad, men västerut är den bergig. Runt San Juan är det ganska tätbefolkat, med 129 invånare per kvadratkilometer. Närmaste större samhälle är Huejutla de Reyes, 18,9 km nordost om San Juan. I omgivningarna runt San Juan växer huvudsakligen savannskog.